# Lotta greco-romana ai Giochi della XI Olimpiade - Pesi leggeri
La competizione della categoria pesi leggeri (fino a 66 kg) di lotta greco-romana dei Giochi della XI Olimpiade si è svolta dal 6 al 9 agosto al  Deutschlandhalle in Berlino.

## Formato
Ad ogni incontro venivano assegnate le seguenti penalità:
- 0 = Al vincitore per schienata
- 1 = Al vincitore per decisione
- 2 = Allo sconfitto per decisione (1 giudici contro 2)
- 3 = Allo sconfitto per decisione (0 giudici contro 3)
- 3 = Allo sconfitto per schienata

Con cinque penalità o più il lottatore veniva eliminato.

## Risultati
| Legenda                                  | Legenda |
| ---------------------------------------- | ------- |
| Lottatore con 5 penalità o più Eliminato |         |

### 1 Turno
Si è disputato il 6 agosto.
| Vincitore          | Pen. | Risultato | Sconfitto          | Pen. |
| ------------------ | ---- | --------- | ------------------ | ---- |
| Alberto Molfino    | 0    | Schienato | Sotirios Vatanidis | 3    |
| Herbert Olofsson   | 1    | 3:0       | Josef Grahsl       | 3    |
| Zbigniew Szajewski | 1    | 2:1       | Hassan Ali Imam    | 2    |
| Aage Meyer         | 0    | Schienato | Metty Scheitler    | 3    |
| Voldemar Väli      | 0    | Schienato | Arild Dahl         | 3    |
| Lauri Koskela      | 1    | 2:1       | Heini Nettesheim   | 2    |
| Saim Arıkan        | 1    | 3:0       | Adolphe Osselaer   | 3    |
| Filip Borlovan     | 1    | 2:1       | József Kálmán      | 2    |
| Jozef Herda        | 0    | Schienato | Oskar Holinger     | 3    |

### 2 Turno
Si è disputato il 7 agosto.
| Vincitore        | Pen. | Risultato | Sconfitto          | Pen. |
| ---------------- | ---- | --------- | ------------------ | ---- |
| Herbert Olofsson | 1    | Schienato | Alberto Molfino    | 3    |
| Josef Grahsl     | 4    | 2:1       | Sotirios Vatanidis | 5    |
| Hassan Ali Imam  | 3    | 3:0       | Aage Meyer         | 3    |
| Arild Dahl       | 4    | 3:0       | Zbigniew Szajewski | 4    |
| Voldemar Väli    | 1    | 3:0       | Heini Nettesheim   | 5    |
| Lauri Koskela    | 1    | Schienato | Adolphe Osselaer   | 6    |
| Filip Borlovan   | 2    | 2:1       | Saim Arıkan        | 3    |
| Jozef Herda      | 1    | 3:0       | József Kálmán      | 5    |
| Oskar Holinger   | 3    | Esentato  |                    |      |
|                  |      | Ritirato  | Metty Scheitler    | -    |

### 3 Turno
Si è disputato il 7 agosto.
| Vincitore          | Pen. | Risultato | Sconfitto       | Pen. |
| ------------------ | ---- | --------- | --------------- | ---- |
| Alberto Molfino    | 3    | Schienato | Oskar Holinger  | 6    |
| Herbert Olofsson   | 2    | 3:0       | Hassan Ali Imam | 6    |
| Zbigniew Szajewski | 4    | Schienato | Josef Grahsl    | 7    |
| Arild Dahl         | 4    | Schienato | Aage Meyer      | 6    |
| Voldemar Väli      | 2    | 3:0       | Saim Arıkan     | 6    |
| Lauri Koskela      | 1    | Schienato | Filip Borlovan  | 5    |
| Jozef Herda        | 1    | Esentato  |                 |      |

### 4 Turno
Si è disputato l'8 agosto.
| Vincitore        | Pen. | Risultato | Sconfitto          | Pen. |
| ---------------- | ---- | --------- | ------------------ | ---- |
| Jozef Herda      | 1    | Schienato | Alberto Molfino    | 6    |
| Herbert Olofsson | 2    | Schienato | Arild Dahl         | 7    |
| Voldemar Väli    | 2    | Schienato | Zbigniew Szajewski | 7    |
| Lauri Koskela    | 1    | Esentato  |                    |      |

### 5 Turno
Si è disputato il 9 agosto.
| Vincitore     | Pen. | Risultato | Sconfitto        | Pen. |
| ------------- | ---- | --------- | ---------------- | ---- |
| Lauri Koskela | 2    | 2:1       | Jozef Herda      | 3    |
| Voldemar Väli | 2    | Schienato | Herbert Olofsson | 5    |

### 6 Turno
Si è disputato il 9 agosto.
| Vincitore     | Pen. | Risultato | Sconfitto     | Pen. |
| ------------- | ---- | --------- | ------------- | ---- |
| Lauri Koskela | 3    | 2:1       | Voldemar Väli | 4    |
| Jozef Herda   | 3    | Esentato  |               |      |

### 7 Turno
Si è disputato il 9 agosto.
| Vincitore   | Pen. | Risultato | Sconfitto     | Pen. |
| ----------- | ---- | --------- | ------------- | ---- |
| Jozef Herda | 3    | 3:0       | Voldemar Väli | 7    |

## Classifica finale
| Pos.    | Atleta             | Nazione        |
| ------- | ------------------ | -------------- |
| Oro     | Lauri Koskela      | Finlandia      |
| Argento | Jozef Herda        | Cecoslovacchia |
| Bronzo  | Voldemar Väli      | Estonia        |
| 4       | Herbert Olofsson   | Svezia         |
| 5       | Alberto Molfino    | Italia         |
| 6       | Arild Dahl         | Norvegia       |
| 7       | Zbigniew Szajewski | Polonia        |
| 8       | Filip Borlovan     | Romania        |
| 9       | Aage Meyer         | Danimarca      |
| 9       | Hassan Ali Imam    | Egitto         |
| 9       | Oskar Holinger     | Svizzera       |
| 9       | Saim Arıkan        | Turchia        |
| 13      | Josef Grahsl       | Austria        |
| 14      | Heini Nettesheim   | Germania       |
| 14      | Sotirios Vatanidis | Grecia         |
| 14      | József Kálmán      | Ungheria       |
| 17      | Adolphe Osselaer   | Belgio         |
| 18      | Metty Scheitler    | Lussemburgo    |